# ClanLib
ClanLib é um SDK multiplataforma e foi escrito em C++, atualmente suportado no Microsoft Windows, Linux e Mac OS X. Ele tem total suporte ao OpenGL para gráficos e um reduzido suporte ao SDL. ClanLib também ajuda na reprodução de som, usando as bibliotecas Vorbis ou MikMod, tem classes para detecção de colisão, GUIs, XML, networking e outras coisas que podem ser uteis a um programador de jogos.

## História
A mais antiga versão conhecida do público é de 1999 (versão 0.1.18), desde então, os lançamentos tem sido movidos para o servidor atual ClanLib.
O livro "Introduction to C++ Game Programming", publicado em junho de 2007, dedica um capítulo para o ClanLib, que é o "Learn how to use the ClanLib library to make 2D games"(em português, "Aprenda como usar a biblioteca ClanLib para criar jogos 2D")